# Socotrasortstær
Socotrasortstær (Onychognathus frater) er en fugleart i stærefamilien (Sturnidae). Den er endemisk for øen Socotra, som ligger ud for Yemens sydøstlige kyst.

## Udseende og stemme
Socotrasortstær er en ret stor (25 cm) og mørk stær med en lang, let kileformet hale. Fjerdragten er ensartet skinnende sort bortset fra rødbrune håndsvingfjer med mørkebrune spidser. Øjet er mørkebrunt, og det samme er næbbet, mens benene er sorte. Kønnene ligner hinanden, men ungfuglen er sodbrun med mere farveløse håndsvingfjer, en kortere hale og et gråligt næb. Den mest almindelige lyd er en gennemtrængende fløjten, '"pee-hoo". Den advarer desuden med et hårdt "scraich", mens kontaktkaldet mellem parret er et dæmpet, enstavelsesagtigt "huid".

## Levesteder
Arten bygger rede og raster i klippefyldte områder, men søger føde i mere træbevoksede områder, og opholder sig også i byhaver. Dens føde består af frugt og insekter, men også skaller, som den knuser på udvalgte sten, ligesom sangdroslen. Den fouragerer også i vegetationen i stedet for i det fri eller blandt husdyr som mange stære. Den kan også gå ind i bygninger og tage madrester og affald. Fuglen findes i par eller små grupper.
Socotrastæren kan også have rede i de hule grene af Socotra drageblodstræ  (Dracaena cinnabari). Ud over at andre fødeemner (for eksempel græshopper og figner) spiser fuglen også bærrene fra drageblodstræet og hjælper med at sprede træets frø.

### Yngel
Socotrasortstær er blevet registreret ynglende i november, men registreringer af unge fugle tyder på, at den også yngler i december-marts. Reden består grundlæggende af en bunke græs og kviste, som placeres i et hulrum i en kalkstenshule. Forældrene ses generelt kun med én unge.

## Status og trusler
Arten har en bred udbredelse og en stor bestand med en stabil udvikling og menes ikke at være under nogen væsentlig trussel. Baseret på disse kriterier kategoriserer International Union for Conservation of Nature (IUCN) arten som livskraftig (LC).